# Azteca muelleri
Azteca muelleri Emery, 1893 è una formica della sottofamiglia Dolichoderinae, endemica del Perù.

## Biologia
A. muelleri contrae rapporti di simbiosi mutualistica con alcune piante mirmecofile del genere Cecropia (p.es. Cecropia pachystachya).

La regina penetra, perforando lo sclerenchima esterno, nelle cavità cilindriche presenti negli internodi del fusto della pianta, vi depone le uova e fonda una colonia dando vita alla prima generazione di operaie. Queste ricavano il proprio nutrimento, e quello delle larve, raccogliendo attivamente dei corpuscoli glicolipidici (corpuscoli del Muller e pearl bodies), generati alla base delle foglie della pianta ospite.

La colonia contribuisce allo sviluppo della pianta proteggendola dalle piante rampicanti e dagli insetti fitofagi. In particolare risultano essere un efficace mezzo di difesa della pianta contro i coleotteri folivori della specie Coelomera ruficornis (Chrysomelidae), nei confronti dei quali hanno un comportamento estremamente aggressivo.